# Adam Campbell
Adam Campbell (North Shields, 1 januari 1995) is een Engels voetballer die bij voorkeur als aanvaller speelt. Hij stroomde in 2012 door vanuit de jeugd van Newcastle United.

## Clubcarrière
Campbell werd op zijn tiende opgenomen in de jeugdopleiding van Newcastle United. Daarvoor speelde hij bij Wallsend Boys Club, dat onder anderen Alan Shearer, Peter Beardsley en Michael Carrick voortbracht. Campbell won de MVP op de 2010 Nike Cup op Old Trafford. Hij werd ook tot Premier Player of the Tournament uitgeroepen op de 2012 Milk Cup. Op 23 augustus 2012 debuteerde hij in het shirt van Newcastle United, in de Europa League tegen het Griekse Atromitos. Daarmee werd hij de jongste speler die actief was voor Newcastle in Europa. Op 10 maart 2013 maakte hij zijn Premier League debuut tegen Stoke City. Hij viel vijf minuten voor tijd in als linksbuiten en gaf een pass op Sylvain Marveaux, die Papiss Cissé bediende, die op zijn beurt het winnende doelpunt maakte.
Op vrijdag 29 mei 2015 maakte Newcastle bekend dat het aflopende contract van Campbell niet zou worden verlengd, net als dat van Jonás Gutiérrez, Jak Alnwick, Ryan Taylor en Remie Streete.
1 Dúbravka ·
2 Trippier ·
4 Botman ·
5 Schär ·
6 Lascelles  ·
7 Joelinton ·
8 Tonali ·
9 Wilson ·
10 Gordon ·
11 Barnes ·
13 Targett ·
14 Isak ·
17 Krafth ·
18 Osula ·
19 Vlachodimos ·
20 Hall ·
21 Livramento ·
22 Pope ·
23 Murphy ·
24 Almirón ·
25 Kelly ·
26 Ruddy ·
28 Willock ·
29 Gillespie ·
33 Burn ·
36 Longstaff ·
37 Murphy ·
39 Guimarães ·
67 Miley ·
Coach: Howe
· Assistent-coach: Jones